# Rising Auto Marvel R
Rising Marvel R — позашляховик на акумуляторі від китайського автомобільного бренду Rising Auto, який належить SAIC Group. У Європі автомобіль продається під брендом MG як MG Marvel R.

## Опис

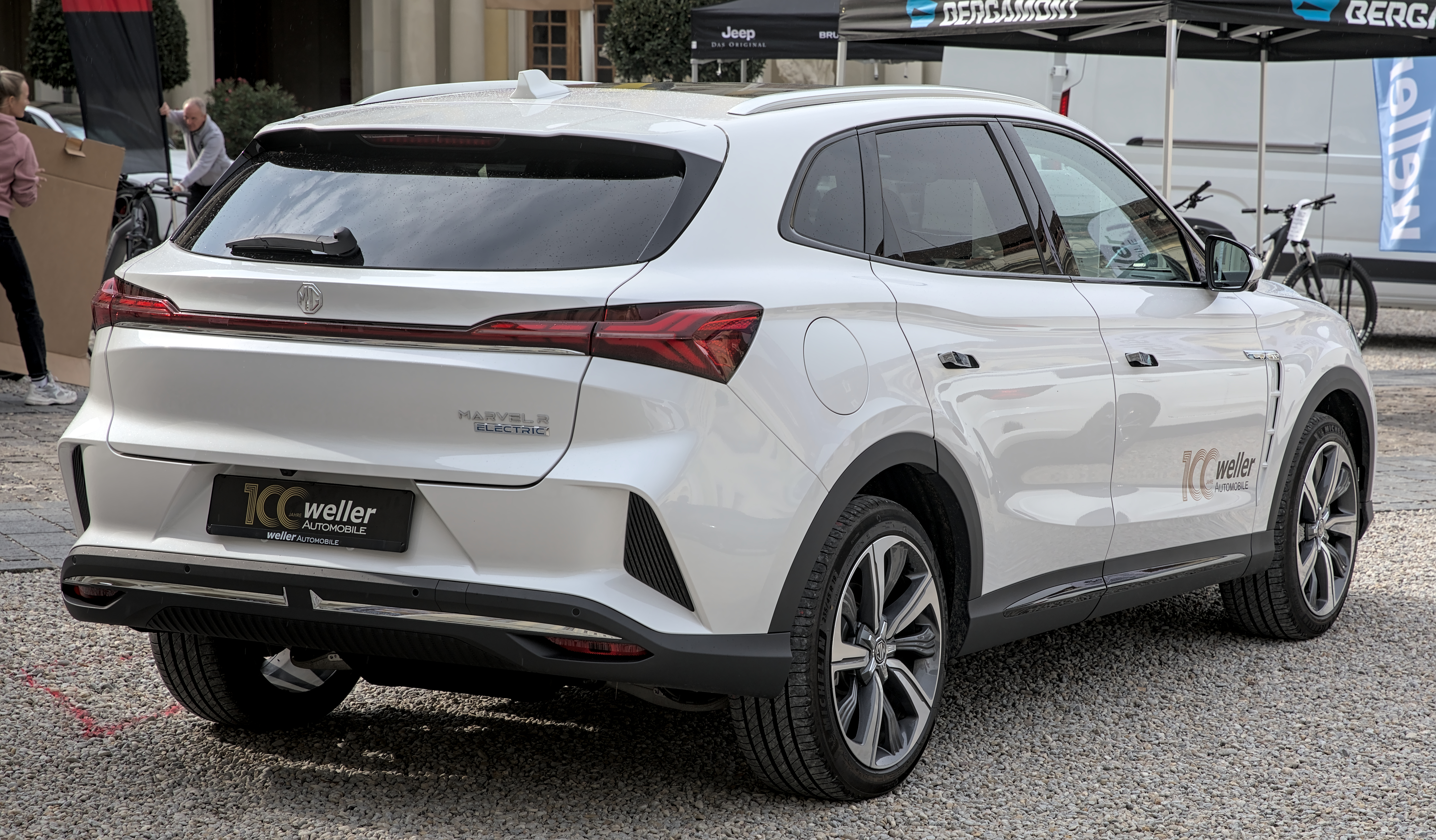
MG Marvel R

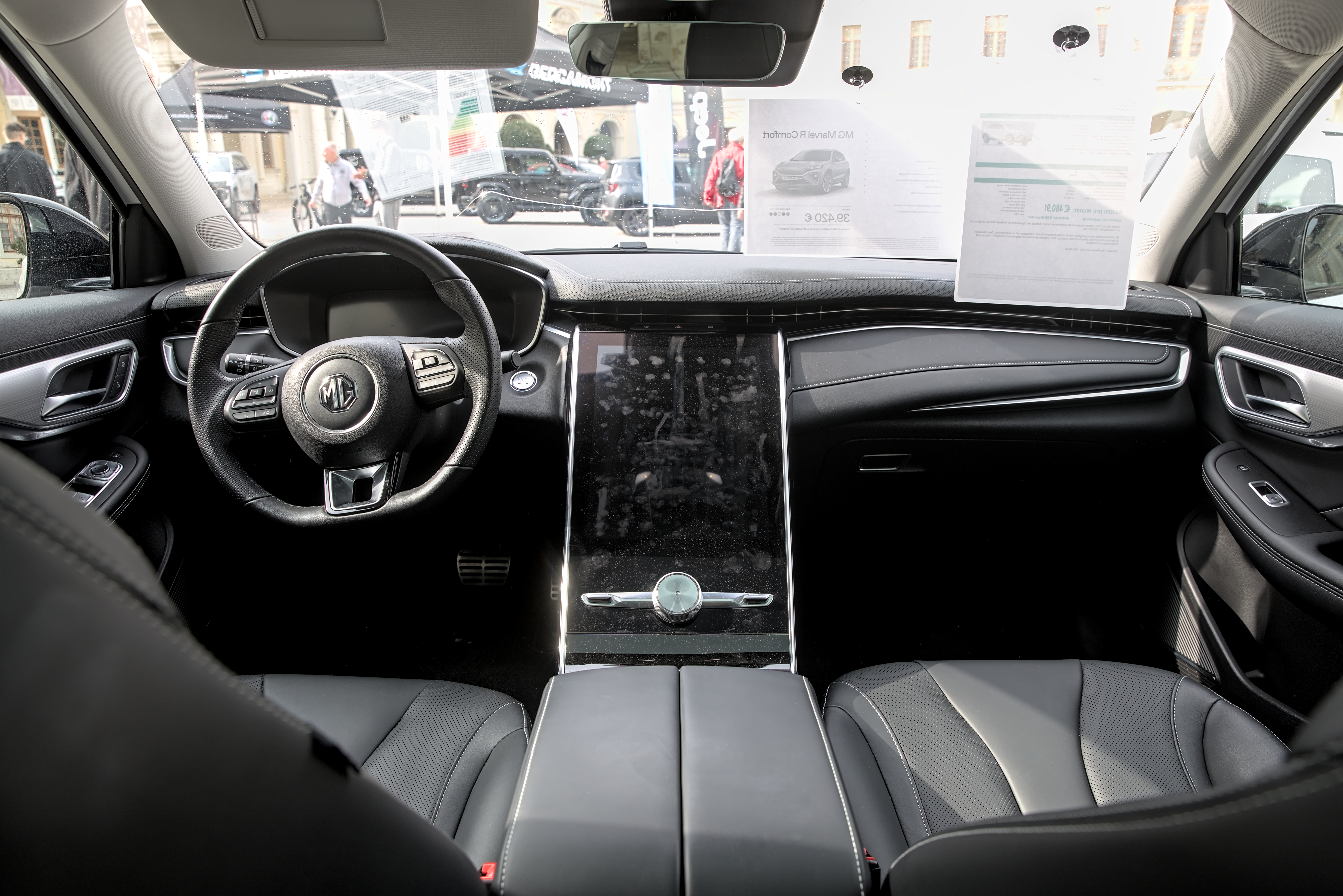

Marvel R був представлений як доопрацьована версія Roewe Marvel X у травні 2020 року як майже серійний автомобіль. Автомобіль продається в Китаї з лютого 2021 року — спочатку під суббрендом R, що належить Roewe. Через місяць SAIC оголосив, що також хоче запропонувати автомобіль у Європі. Запуск ринку тут відбувся у жовтні 2021 року.
Позашляховик був розроблений спільно з Huawei і є першим серійним автомобілем, для якого доступна мобільна технологія 5G (в лінійці обладнання Pro). Автомобіль також може обмінюватися даними з навколишнім середовищем через мобільний зв’язок і WLAN (технологія Car2x).
Marvel R доступний із заднім або повним приводом. Варіант із заднім приводом має два електродвигуни на задній осі, а максимальна потужність становить 186 к.с. Повнопривідна версія має третій електродвигун на передній осі. Це підвищує продуктивність до 302 к.с.
Літій-іонний акумулятор позашляховика має ємність 69,9 кВт/год. Запас ходу за циклом NEDC становить 505 км для задньопривідної версії та 460 км для повнопривідної версії. 
Батарея кросовера оснащена системою терморегуляції, що має позитивно позначитися на ефективності її використання за низьких температур, а також дозволяє заряджати її за допомогою терміналів швидкої зарядки (втім, максимальна їхня потужність тут становить 90 кВт). Від 5 до 80 % заряду батареї можна заповнити за 43 хвилини. А ще Marvel R має функцію V2L, тобто від нього можна заряджати інше електрообладнання.
Навантаження на причіп наведено як 750 кг. Крім того, з Marvel R можлива двонаправлена зарядка до 2,5 кВт.
Восени 2021 року MG Marvel R перевірили на безпеку автомобіля в Euro NCAP. Він отримав чотири зірки з п'яти можливих.